# Massa d’Albe
Massa d’Albe  ist eine Gemeinde mit 1337 Einwohnern (Stand 31. Dezember 2023) in der Provinz L’Aquila in der Italienischen Region Abruzzen. Sie liegt 101 km nordöstlich von Rom und 50 km südlich von L’Aquila.

## Geographie
Massa d’Albe liegt oberhalb des Fuciner Beckens am Fuße des Monte Velino (2487 m). Es besteht aus den Ortsteilen Massa, Corona, Forme und Albe. Die Gemeinde ist Mitglied der Comunità montana Marsica 1.
Die Nachbarorte sind Avezzano, Magliano de’ Marsi, Ovindoli, Rocca di Mezzo und Scurcola Marsicana.

## Geschichte
In der Antike lag im Gemeindegebiet die Stadt Alba Fucens, die im 9./10. Jahrhundert von den Sarazenen zerstört wurde. Danach siedelte sich die überlebende Bevölkerung in den heutigen Ortskernen an.
1915 wurde die Gemeinde vom Erdbeben von Avezzano stark in Mitleidenschaft gezogen. Im Zweiten Weltkrieg hatte sie 1944 unter Bombardierungen zu leiden.

## Bevölkerungsentwicklung
| Jahr      | 1861 | 1881 | 1901 | 1921 | 1936 | 1951 | 1971 | 1991 | 2001 | 2016 |
| --------- | ---- | ---- | ---- | ---- | ---- | ---- | ---- | ---- | ---- | ---- |
| Einwohner | 1725 | 2204 | 2233 | 2442 | 1832 | 1795 | 1209 | 1291 | 1436 | 1451 |

Quelle: ISTAT

## Sehenswürdigkeiten
Wichtigste Sehenswürdigkeit ist das Ausgrabungsgelände von Alba Fucens.

## Verkehr
Massa d’Albe liegt an der Autobahn A25 Strada dei Parchi, Ausfahrt Magliano de’ Marsi.
Der nächste Bahnhof an der Bahnstrecke Rom – Sulmona ist in 6,5 km Entfernung Cappelle – Magliano.